# Gennady Golovkin
Gennady Gennadyevich Golovkin (n. 8 aprilie 1982, Qarağandy, RSS Kazahă, URSS) cunoscut sub numele de "GGG" sau "Triple G", este un boxer profesionist din Kazahstan, care deține în prezent titlurile unificate WBA (Super), WBC, IBF și IBO la mijlocie. Începând din septembrie 2017, este clasat ca cel mai bun boxer mijlociu la nivel mondial de către BoxRec și Transnational Boxing Rankings Board (TBRB), iar al doilea de revista The Ring. De asemenea, este clasat ca cel mai bun boxer din lume, pound for pound de către The Ring, al doilea de TBRB, și al treilea de BoxRec.
Golovkin a câștigat primul său campionat mondial, titlul intermediar WBA la mijlocie, învingându-l pe Milton Núñez în 2010. A fost ridicat la campion WBA (Regular) în același an, iar în 2011 va câștiga titlul IBO vacant, învingându-l pe Lajuan Simon. În 2014, Golovkin a fost ridicat la statutul său actual de campion WBA (Super) și a apărat cu succes ambele titluri împotriva lui Daniel Geale. Mai târziu, în acel an l-a învins pe Marco Antonio Rubio să adauge titlul intermediar WBC la colecția sa și la învins pe David Lemieux în 2015 pentru a câștiga titlul IBF middleweight. După ce Canelo Álvarez și-a eliberat titlul WBC în 2016, Golovkin a fost ridicat la campionat și acum deține titluri mondiale de către trei din cele patru corpuri majore de sancționare a boxului.

## Rezultate în boxul profesionist
| 42 de victorii (37 prin knockout, 5 la puncte), 2 înfrângeri, 1 remiză |                  |                        |      |               |                    |                                                                   | |
| Rez.                                                                   | Rezultat general | Adversar               | Type | Runda, timp   | Data               | Locația                                                           | Note |
| Înfrângere                                                             | 42–2–1           | Canelo Álvarez         | UD   | 12            | 17 septembrie 2022 | T-Mobile Arena, Paradise, Nevada, SUA                             | Pentru centurile WBA (Super), WBC, WBO și The Ring la categoria supermijlocie                                     |
| Victorie                                                               | 42–1–1           | Ryota Murata           | TKO  | 9 (12), 2:11  | 9 aprilie 2022     | Super Arena, Saitama, Japonia                                     | Păstrează centurile IBF și IBO la categoria mijlocie. Câștigă centura WBA (Super) la categoria mijlocie           |
| Victorie                                                               | 41–1–1           | Kamil Szeremeta        | RTD  | 7 (12), 3:00  | 18 decembrie 2020  | Seminole Hard Rock Hotel and Casino, Hollywood, SUA               | Păstrează centurile IBF și IBO la categoria mijlocie                                                              |
| Victorie                                                               | 40–1–1           | Sergiy Derevyanchenko  | UD   | 12            | 5 octombrie 2019   | Madison Square Garden, New York City, New York, SUA               | Câștigă centurile IBF și IBO middleweight                                                                         |
| Victorie                                                               | 39–1–1           | Steve Rolls            | KO   | 4 (12), 2:09  | 8 iunie 2019       | Madison Square Garden, New York City, New York, SUA               | |
| Înfrângere                                                             | 38–1–1           | Canelo Álvarez         | MD   | 12            | 15 septembrie 2018 | T-Mobile Arena, Paradise, Nevada, US                              | Pierde titlurile WBA (Super), WBC, and IBO middleweight; Pentru centurile vacante The Ring și lineal middleweight |
| Victorie                                                               | 38–0–1           | Vanes Martirosyan      | KO   | 2 (12), 1:53  | 5 mai 2018         | StubHub Center, Carson, California, US                            | Păstrează centurile WBA (Super), WBC, și IBO mijlocie                                                             |
| Remiză                                                                 | 37–0–1           | Canelo Álvarez         | SD   | 12            | 16 septembrie 2017 | T-Mobile Arena, Paradise, Nevada, US                              | Retained WBA (Super), WBC, IBF, and IBO middleweight titles; For The Ring and vacant lineal middleweight titles   |
| Victorie                                                               | 37–0             | Daniel Jacobs          | UD   | 12            | 18 martie 2017     | Madison Square Garden, New York City, New York, US                | Retained WBA (Super), WBC, IBF, and IBO middleweight titles                                                       |
| Victorie                                                               | 36–0             | Kell Brook             | TKO  | 5 (12), 1:52  | 10 septembrie 2016 | The O2 Arena, London, Anglia                                      | Retained WBC, IBF, and IBO middleweight titles.                                                                   |
| Victorie                                                               | 35–0             | Dominic Wade           | KO   | 2 (12), 2:37  | 23 aprilie 2016    | The Forum, Inglewood, California, US                              | Retained WBA (Super), IBF, IBO, and WBC interim middleweight titles                                               |
| Victorie                                                               | 34–0             | David Lemieux          | TKO  | 8 (12), 1:32  | 17 octombrie 2015  | Madison Square Garden, New York City, New York, US                | Retained WBA (Super), IBO, and WBC interim middleweight titles; Won IBF middleweight title                        |
| Victorie                                                               | 33–0             | Willie Monroe Jr.      | TKO  | 6 (12), 0:45  | 16 mai 2015        | The Forum, Inglewood, California, US                              | Retained WBA (Super) and IBO middleweight titles                                                                  |
| Victorie                                                               | 32–0             | Martin Murray          | TKO  | 11 (12), 0:50 | 21 februarie 2015  | Salle des Etoiles, Monte Carlo, Monaco                            | Retained WBA (Super), IBO, and WBC interim middleweight titles                                                    |
| Victorie                                                               | 31–0             | Marco Antonio Rubio    | KO   | 2 (12), 1:19  | 18 octombrie 2014  | StubHub Center, Carson, California, US                            | Retained WBA (Super) and IBO middleweight titles; Won WBC interim middleweight title                              |
| Victorie                                                               | 30–0             | Daniel Geale           | TKO  | 3 (12), 2:47  | 26 iulie 2014      | Madison Square Garden, New York City, New York, US                | Retained WBA (Super) and IBO middleweight titles                                                                  |
| Victorie                                                               | 29–0             | Osumanu Adama          | TKO  | 7 (12), 1:20  | 1 februarie 2014   | Salle des Etoiles, Monte Carlo, Monaco                            | Retained WBA and IBO middleweight titles                                                                          |
| Victorie                                                               | 28–0             | Curtis Stevens         | RTD  | 8 (12), 3:00  | 2 noiembrie 2013   | The Theater at Madison Square Garden, New York City, New York, US | Retained WBA and IBO middleweight titles                                                                          |
| Victorie                                                               | 27–0             | Matthew Macklin        | KO   | 3 (12), 1:22  | 29 iunie 2013      | Foxwoods Resort Casino, Ledyard, Connecticut, US                  | Retained WBA and IBO middleweight titles                                                                          |
| Victorie                                                               | 26–0             | Nobuhiro Ishida        | KO   | 3 (12), 2:11  | 30 martie 2013     | Salle des Etoiles, Monte Carlo, Monaco                            | Retained WBA and IBO middleweight titles                                                                          |
| Victorie                                                               | 25–0             | Gabriel Rosado         | TKO  | 7 (12), 2:46  | 19 ianuarie 2013   | The Theater at Madison Square Garden, New York City, New York, US | Retained WBA and IBO middleweight titles                                                                          |
| Victorie                                                               | 24–0             | Grzegorz Proksa        | TKO  | 5 (12), 1:11  | 1 septembrie 2012  | Turning Stone Resort Casino, Verona, New York, US                 | Retained WBA (Regular) and IBO middleweight titles                                                                |
| Victorie                                                               | 23–0             | Makoto Fuchigami       | TKO  | 3 (12), 1:17  | 12 mai 2012        | Ice Palace "Terminal", Kiev, Ucraina                              | Retained WBA (Regular) and IBO middleweight titles                                                                |
| Victorie                                                               | 22–0             | Lajuan Simon           | KO   | 1 (12), 2:17  | 9 decembrie 2011   | Ballsaal Interconti-Hotel, Düsseldorf, Germania                   | Retained WBA (Regular) middleweight title; Won vacant IBO middleweight title                                      |
| Victorie                                                               | 21–0             | Kassim Ouma            | TKO  | 10 (12), 1:57 | 17 iunie 2011      | Roberto Durán Arena, Panama City, Panama                          | Retained WBA (Regular) middleweight title                                                                         |
| Victorie                                                               | 20–0             | Nilson Julio Tapia     | KO   | 3 (12), 2:44  | 16 decembrie 2010  | Daulet National Tennis Centre, Astana, Kazahstan                  | Retained WBA (Regular) middleweight title                                                                         |
| Victorie                                                               | 19–0             | Milton Núñez           | KO   | 1 (12), 0:58  | 14 august 2010     | Roberto Durán Arena, Panama City, Panama                          | Won WBA interim middleweight title                                                                                |
| Victorie                                                               | 18–0             | Mikhail Makarov        | KO   | 2 (10), 1:24  | 21 noiembrie 2009  | Sparkassen-Arena, Kiel, Germania                                  | |
| Victorie                                                               | 17–0             | John Anderson Carvalho | KO   | 2 (12), 2:20  | 11 iulie 2009      | Nürburgring, Nürburg, Germania                                    | Won vacant WBO Inter-Continental middleweight title                                                               |
| Victorie                                                               | 16–0             | Anthony Greenidge      | KO   | 5 (10), 0:59  | 25 aprilie 2009    | König Palast, Krefeld, Germania                                   | |
| Victorie                                                               | 15–0             | Javier Alberto Mamani  | TKO  | 1 (10), 2:52  | 17 ianuarie 2009   | Burg-Wächter Castello, Düsseldorf, Germania                       | |
| Victorie                                                               | 14–0             | Malik Dziarra          | RTD  | 2 (10), 3:00  | 22 noiembrie 2008  | Stadthalle, Rostock, Germania                                     | |
| Victorie                                                               | 13–0             | Amar Amari             | UD   | 8             | 21 iunie 2008      | Brøndby Hall, Copenhaga, Danemarca                                | |
| Victorie                                                               | 12–0             | Ibrahim Sid            | TKO  | 8 (8), 0:26   | 10 mai 2008        | Brandberge Arena, Halle, Germania                                 | |
| Victorie                                                               | 11–0             | Ian Gardner            | UD   | 8             | 5 aprilie 2008     | Burg-Wächter Castello, Düsseldorf, Germania                       | |
| Victorie                                                               | 10–0             | Tshepo Mashego         | KO   | 1 (8), 2:04   | 29 februarie 2008  | Alsterdorfer Sporthalle, Hamburg, Germania                        | |
| Victorie                                                               | 9–0              | Mehdi Bouadla          | UD   | 8             | 7 septembrie 2007  | Burg-Wächter Castello, Düsseldorf, Germania                       | |
| Victorie                                                               | 8–0              | Sergey Khomitsky       | TKO  | 5 (8), 1:59   | 25 mai 2007        | Fight Night Arena, Köln, Germania                                 | |
| Victorie                                                               | 7–0              | Simon Mokoena          | RTD  | 6 (8)         | 27 februarie 2007  | Kugelbake-Halle, Cuxhaven, Germania                               | |
| Victorie                                                               | 6–0              | Sylvain Gomis          | KO   | 4 (6), 1:00   | 2 decembrie 2006   | Estrel Hotel, Berlin, Germania                                    | |
| Victorie                                                               | 5–0              | Jorge Ariel Garcia     | KO   | 2 (6), 2:28   | 21 octombrie 2006  | Brandberge Arena, Halle, Germania                                 | |
| Victorie                                                               | 4–0              | Martins Kukulis        | RTD  | 2 (4), 3:00   | 19 septembrie 2006 | Kugelbake-Halle, Cuxhaven, Germania                               | |
| Victorie                                                               | 3–0              | Daniel Urbanski        | TKO  | 4 (4)         | 22 august 2006     | Universum Gym, Hamburg, Germania                                  | |
| Victorie                                                               | 2–0              | Sergei Navarka         | TKO  | 3 (4), 1:10   | 29 iulie 2006      | König Pilsener Arena, Oberhausen, Germania                        | |
| Victorie                                                               | 1–0              | Gabor Balogh           | KO   | 1 (4), 1:28   | 6 mai 2006         | Burg-Wächter Castello, Düsseldorf, Germania                       | Professional debut                                                                                                |

## Legături externe
Materiale media legate de Gennady Golovkin la Wikimedia Commons
- en Gennady Golovkin la Olympedia.org